# Primordialhyphe
Unter Primordialhyphen versteht man lange Hyphen der Huthaut (Hutdeckschicht) von Pilzen, deren Zellwände inkrustiert, das heißt mit einer krustenartigen Schicht überzogen sind. Im Unterschied zu Dermatozystiden sind Primordialhyphen meist schlanker und haben keinen gelblich gefärbten Inhalt. Sie lassen sich auch nicht mit Sulfovanillin oder ähnlichen Aldehydreagenzien anfärben. Von den normalen, schmalen Hyphenzellen, die oft auch als Haare bezeichnet werden, unterscheiden sie sich durch ihre Größe. Primordialhyphen sind länger und meist auch etwas breiter und überragen die Haare, besonders bei jungen Exemplaren. Die Huthaut erscheint daher makroskopisch oft mehr oder weniger samtig. Primordialhyphen sie sind in der Regel septiert. Da sie meist mehr oder weniger inkrustiert sind, lassen sie sich mit Fuchsin anfärben. Dazu werden die Hyphen mit basischem Karbolfuchsin gefärbt und anschließend wird mit 3–10%iger Salzsäure für 5–10 Minuten ausgewaschen. Abschließend kann dann purpurrote (magentafarben), körnchenartige Auflagerung unter dem Mikroskop nachgewiesen werden. Man bezeichnet inkrustierte Zellwände als säurefest, wenn sie nach dem Auswaschen mit verdünnter Salzsäure ihre Färbung behalten.
Das Vorhandensein oder Fehlen von Primordialhyphen ist ein wichtiges taxonomisches Merkmal, das für die Vertreter der Sektion Incrustatae (Lilacea) typisch ist. Miller und McClean konnte zeigen, dass es sich bei dieser Gruppe auch phylogenetisch um nah verwandte Arten handelt. Außerhalb dieser Gruppe kommen inkrustierte Hyphen nur noch beim Ockertäubling vor. Dessen Inkrustierung unterscheidet sich jedoch dadurch, dass sie nicht säurebeständig ist und die Magentafärbung des Fuchsin schnell wieder verblasst.
Es ist nicht bekannt, ob und wie sich die Zellwände von inkrustierten und nicht inkrustierten Arten in ihrer Chemie und Struktur unterscheiden. In einigen Fällen können nicht inkrustierten Arten mit säurebeständigem Material in inneren Wandschichten säurebeständige Färbung vortäuschen, aber sie entwickeln kein Oberflächenrelief, das als Inkrustierung (körnchenartige Kruste) interpretiert werden kann.